# David Stark
David Stark eller Dadde, född 1 september 1982, är en svensk musiker, tatuerare och illustratör. Han är mest känd som trummis i Asta Kask (2005→), Wolfbrigade (2002-2015, 2024->), Vägsjäl och Sju Svåra År, samt basist i Mass Worship. På meritlistan finns även To What End?, UBBA, Sunday Morning Einsteins (bas),  Disculpa (sång, bas), Imperial Leather, Second Thought (bas), Todays Overdose, Suicide Blitz (gitarr), Världen Brinner och The Pipelines (bas).

## Diskografi
- Disculpa / Agatochles Split LP
- Spirit 9h8- No Life 7"
- Suicide Blitz- Ride The Steel LP/CD
- Bruce Banner / Sound Like Shit Split 7"
- Today's Overdose - s/t 7"
- Sju Svåra År- Storma Varje Hjärta LP /CD
- Adam Nilsson & Insatsstyrkan- Systemet e problemet LP/CD
- Världen Brinner -Slöseri av tid LP/CD
- Mass Worship -Portal Tombs LP/CD
- Vägsjäl- Stjärnor single
- Vägsjäl- Jag är bara här ibland EP

### Med UBBA
- 1972 MCD
- The U generation CD
- UBBA-Teens CD-singel
- Slag under bältet CD

### Med Second Thought
- They Tore it down... 7"
- Second Thought / Assel Split 7"
- Really Fast or Die! 7"

### Med Sunday Morning Einsteins
- Det är synd om dom rika 7"
- Swedish Hardcore must die! LP
- Kängnäve LP/CD
- Sunday Morning Einsteins / Martyrdöd Split 7"

### Med To What End?
- And History repats itself 7"
- The purpose beyond LP / CD
- Concealed below the surface LP / CD
- To What End? / Witch Hunt Split 7"

### Med Wolfbrigade
- In darkness you feel no regrets LP/ CD
- A D-beat Odyessey 12"
- Prey to the world LP /CD
- Comalive LP/CD
- Damned LP/CD

### Med Imperial Leather
- A Nobis Factum Optime Est 7"/MCD
- Something Out of Nothing LP / CD

### Med Asta Kask
- Precis som far/Lilla Frida 7"
- En för alla ingen för nån LP / CD
- Split with Crispy Nuts 7"
- Handen på hjärtat LP/CD
- Världens Räddaste Land /Välkommen Ner 7"
- Fredagsmys / Dub åt er alla 7"
- Upphittat! Digital Compilation
- Historien dömer oss alla 12” EP